# Colima
Colima è uno Stato del Messico situato nella parte centro-occidentale del paese. Confina al nord est e ovest con lo Stato di Jalisco, a sud-est con lo Stato del Michoacán, ed è bagnato a sud-ovest dall'Oceano Pacifico.
La capitale Colima porta lo stesso nome mentre il porto più importante è Manzanillo, una città di circa 100 000 abitanti.
È il terzo Stato più piccolo del Messico, con una superficie di soli 5627 km² (di poco superiore a quella del Molise).
Il territorio dello Stato è prevalentemente montuoso o collinare e fa parte dello Stato anche l'arcipelago di origine vulcanica di Revillagigedo composto dalle isole Benito Juárez, Clarión, San Benedicto e Roca Partida.

## Etimologia
Il nome Colima deriva dalla parola náhuatl "Colliman" che definiva anticamente il suo territorio e composta dai termini: Colli - monte, vulcano o avo e Maitl - mano o dominio e quindi "luogo conquistato dagli avi" oppure "luogo dominato dal dio del fuoco o dio antico", riferito al Volcán de Fuego che ne domina il panorama.

## Storia
Praticamente non si sa nulla delle prime popolazioni e dell'antica cultura india dello Stato e delle regioni limitrofe, che a volte vengono genericamente chiamate teca. Probabilmente erano popolazioni di origine nahua, che dal periodo tardo-classico si stabilirono qui in fasi successive. In base a numerosi resti di tombe, che contenevano ceramiche in buono stato di conservazione, si è proceduto ad una classificazione delle varie fasi culturali. Secondo questa cronologia, l'epoca classica, chiamata anche Los Ortices-Las Ánimas e datata dal 200 fino all'850 d.C. circa, fu artisticamente la più fruttuosa e si sviluppò parallelamente ad una fase corrispondente a Teotihuacan.

## Società

### Evoluzione demografica
Abitanti censiti (in migliaia)

### Suddivisione amministrativa
Lo Stato di Colima è suddiviso in 10 comuni (Municipalidades).
|     | Comune           | Capoluogo         | Data di creazione | Popolazione (2015) | Area (km²) |
| --- | ---------------- | ----------------- | ----------------- | ------------------ | ---------- |
| 001 | Armería          | Ciudad de Armería |                   | 29 599             | 341,6      |
| 002 | Colima           | Colima            |                   | 150 673            |            |
| 003 | Comala           | Comala            | 1857              | 21 544             | 254        |
| 004 | Coquimatlán      | Coquimatlán       |                   | 20 198             | 340        |
| 005 | Cuauhtémoc       | Cuauhtémoc        |                   | 30 198             |            |
| 006 | Ixtlahuacán      | Ixtlahuacán       |                   | 5 527              | 468,7      |
| 007 | Manzanillo       | Manzanillo        |                   | 184 541            | 1 578,4    |
| 008 | Minatitlán       | Minatitlán        | 1932              | 8 985              | 215        |
| 009 | Tecomán          | Tecomán           |                   | 123 191            | 789,74     |
| 010 | Villa de Álvarez | Villa de Álvarez  |                   | 136 779            | 428,4      |